# 王子妃 (藝人)
王子妃（1989年7月8日—），本名程千慈，為台灣魔術師、模特兒、女藝人、cosplayer，出生於新北市。天主教輔仁大學大眾傳播學系進修學士班畢業。

## 個人簡歷
王子妃於2007年參與平面模特兒工作，接觸魔術緣由於大學一年級時看到日本知名魔術師Cyril Takayama的魔術「漢堡神偷」，驚奇地認為只要成為魔術師便可不愁沒有食物，於是在同校魔術社學長引薦下加入輔大魔術社。
2012年9月，王子妃登上上海廣播電視台藝術人文頻道魔術選秀節目《魔法偶像》，經由一招“扯破絲襪找撲克牌”魔術引起討論；2013年受邀於湖南衛視春節聯歡晚會演出。
2013年8月，王子妃與日本攝影師吉田舜於鬼月時節共同合作，完成向日本漫畫家伊藤潤二恐怖漫畫《富江》致敬的cosplay平面攝影作品，尺度近乎全裸，且被網友評為“比原著筆下富江還富江”，為王子妃繼魔術表演之後再次引起討論的話題。
2014年7月，中國中央電視台綜藝頻道魔術選秀節目《大魔術師》播出第一集，王子妃為第一集六大魔術師之一、稱號“辣妹女魔頭”。
退出演藝圈後，王子妃旅居日本東京都。2024年7月，王子妃發文宣布於東京都買房。

## 作品

### 電視
- 2010年三立都會台《國光幫幫忙》之《國光超完美女神大賽》
- 2010年中天娛樂台《明星開麥拉》之《美腿美女猜一猜》
- 2011年Channel V《校園SUPERMAN》之《突擊台中商圈街頭潮人大車拼》
- 2012年緯來綜合台《愛唷我的媽》之《才藝達人》
- 2012年衛視中文台《歡樂智多星》
- 2012年華視《POWER星期天》之《憲在你要吃甚麼》
- 2012年台視《紅白紅白我勝利》
- 2012年上海廣播電視台藝術人文頻道《魔法偶像》前八強
- 2012年華視《綜藝百分百》之《魔法研究所》
- 2013年湖南衛視春節特別節目《新年奇幻夜》
- 2013年超視《神馬好時光》固定班底
- 2013年三立都會台《綜藝大熱門》
- 2013年衛視中文台《一袋女王》
- 2013年中國中央電視台綜藝頻道春節特別節目《我愛滿堂彩》
- 2019年3月13日三立都會台《國光幫幫忙》之《網路瘋傳擂台賽！讓你看到熱血沸騰的正妹挑戰給你看！》

### 特別專訪
- 2010年BODY雜誌138期人物專訪
- 2011年《犢報》二月號專訪《夠驕傲大學生》
- 2012年飛碟電台《阿宅反抗軍》主持人朱學恆專訪
- 2012年台灣壹週刊獨立專訪《王子妃魔術尬周董》
- 2013年Yahoo奇摩《娛樂星正妹》[5]
- 2013年《BRAVA女人幫》雜誌專訪

### 著作
- 《Fay in...》個人寫真集

## 外部連結
- 王子妃Patreon專頁 （页面存档备份，存于）
- 王子妃的Facebook專頁